# Țol
Țolul (în germană Zoll, care se citește /t͡sol/; în engleză inch, care se citește /ɪnt͡ʃ/) este o unitate de măsură anglo-saxonă (sau „imperială”) pentru lungime, folosită în special în Statele Unite și în câteva state din Commonwealth, egală cu 25,4 mm (2,54 cm).
În decursul timpului, țolul a fost definit în mod diferit, ceea ce a dus la mici diferențe. Valoarea țolului în Regatul Unit și SUA a fost definită prin adoptarea dimensiunii exacte a yardului în funcție de metru (nu invers, cum era înainte) ca fiind de 0,9144 m, respectiv a piciorului ca fiind de 0,3048 m, rezultând dimensiunea țolului internațional de exact 25,4 mm.

## Aplicații
Una dintre urmările definirii exacte a dimensiunii țolului a fost că pe aceleași mașini de filetat s-au putut realiza atât filete metrice, cât și în țoli, prin utilizarea în lanțul de transmisie pentru filete (în lira de roți de schimb) a unei roți cu 127 de dinți (127 / 5 = 25,4).